# Yolanda Fernández de Cofiño
Yolanda Fernández de Cofiño (Santiago de Chile, 29 de julio de 1934-Ciudad de Guatemala, 6 de septiembre de 2021) fue una empresaria y filántropa chilena-guatemalteca. Manejó la franquicia de McDonald's en Guatemala desde sus inicios en 1974; es reconocida por haber introducido el concepto de «Happy Meal» («Cajita Feliz») en la franquicia.

## Primeros años
Nació en Santiago de Chile, donde residió hasta los 20 años. En 1956 su padre fue nombrado embajador de Chile en Guatemala, por lo que se trasladó a Guatemala con el resto de su familia. En Guatemala conoció a José María Cofiño Valladares, con quien se casó tiempo después; juntos tuvieron 5 hijos.

## Actividad empresarial
En 1974 ella y su esposo adquirieron la primera franquicia de McDonald's para Guatemala. Fernández de Cofiño se involucró en el negocio desde un inicio, enfocándose en el mercadeo de la franquicia para presentarla como un restaurante familiar; con este fin, asistió a la Universidad de las Hamburguesas en Oak Brook, Illinois y participó en seminarios y convenciones. Al trabajar en el restaurante, se percató de que los menús que ofrecían eran demasiado grandes para los niños, por lo que introdujo el «Menú de Ronald» que incluía una hamburguesa, papas fritas y un helado adaptados a los más pequeños, además de un regalo. La idea llegó a oídos de los directivos de McDonald's en Estados Unidos, quienes le sugirieron presentarla en la Convención Mundial de dueños de franquicias en 1977. La corporación tomó la idea y la implementó a nivel mundial como «Happy Meal» o «Cajita Feliz» en 1979. Fernández de Cofiño recibió un reconocimiento «Ronald de Plata» de parte de McDonald's por esta idea.
Otra innovación que fue implementada por Fernández de Cofiño a nivel local y luego fue adoptada por la corporación a nivel internacional fue el espacio para celebración de fiestas infantiles. Esto le valió un segundo reconocimiento «Ronald de Plata».
Después del fallecimiento de su esposo, Fernández de Cofiño continuó al mando de la cadena; en 2006 adquirió las franquicias de El Salvador, Honduras y Nicaragua, constituyendo McDonald's Mesoamérica. En 2018 dejó la administración de la franquicia en manos de sus hijos, aunque continuó participando de manera ocasional.

## Actividad filantrópica
Fernández de Cofiño estableció la Fundación Infantil Ronald McDonald en Guatemala, la cual apoya a niños con desnutrición severa y enfermedades graves, así como la construcción de viviendas para familias en pobreza. En 1999 se celebró el primer McDía Feliz, en el cual todo lo recaudado de las ventas de las hamburguesas Big Mac es destinado a las obras de la fundación. En 2005 se construyó la primera Casa Ronald McDonald, la cual brinda hospedaje a familias de escasos recursos que deben viajar del interior de Guatemala hacia la capital para recibir tratamiento médico. Existen 3 Casas Ronald McDonald en Guatemala, ubicadas cerca de los principales hospitales públicos de la capital.

## Fallecimiento
Fernández de Cofiño falleció en Ciudad de Guatemala el 6 de septiembre de 2021, a la edad de ochenta y siete años.

## Reconocimientos
Estos son algunos de los reconocimientos recibidos por Fernández de Cofiño por su labor empresarial y social:
- Dos reconocimientos «Ronald de Plata», otorgados por McDonald's en 1980 por la idea de las celebraciones infantiles en los restaurantes, y en 1982 por la creación del «Menú de Ronald».[1]
- Recibió el premio «Arcos Dorados», el cual es el reconocimiento más alto que otorga McDonald's Corporation a sus franquiciatarios.
- Fue reconocida como una de «Los 12 guatemaltecos más importantes del 2001» por la Asociación de Gerentes de Guatemala, en reconocimiento a su labor social.[6]
- En 2002 recibió el premio «The Leading Women Entrepreneurs of the World» en París, Francia; este premio es otorgado a 40 empresarias de todo el mundo que destacan por su labor social.[6][5]
- En 2006 recibió el galardón «Guatemaltecos Ilustres» en la categoría Empresarial.[5]
- En 2014 fue reconocida por la Cámara de Industria de Guatemala por sus labores como empresaria.[6]
- En 2018 recibió el Reconocimiento a la Excelencia Empresarial de Forbes por su carrera empresarial.[6]